# Danica Krstajić
Danica Krstajić (* 1. März 1987) ist eine ehemalige montenegrinische Tennisspielerin.

## Karriere
Babić begann mit neun Jahren das Tennisspielen und bevorzugte Sandplätze. Sie spielte vorrangig auf dem ITF Women’s Circuit, wo sie jeweils sechs Einzel- und Doppeltitel gewann.
Seit 2006 spielte sie für die montenegrinische Fed-Cup-Mannschaft; sie hat 19 ihrer bislang 24 Fed-Cup-Partien gewonnen, davon acht im Einzel und 11 im Doppel.
In der deutschen Tennis-Bundesliga spielte sie 2005, 2006 und 2007 in der 2. Liga und 2008 in der 1. Liga für den TC Blau-Weiss Bocholt.

## Turniersiege

### Einzel
| Nr. | Datum              | Turnier     | Kategorie   | Belag           | Finalgegnerin    | Ergebnis       |
| --- | ------------------ | ----------- | ----------- | --------------- | ---------------- | -------------- |
| 1.  | 9. Mai 2004        | Warschau    | ITF $10.000 | Sand            | Tereza Veverková | 0:6, 7:5, 6:2  |
| 2.  | 19. Juni 2005      | Lenzerheide | ITF $10.000 | Sand            | Karin Knap       | 6:2, 7:5       |
| 3.  | 24. Juli 2005      | Düsseldorf  | ITF $10.000 | Sand            | Franziska Etzel  | 6:2, 7:64      |
| 4.  | 10. September 2006 | Düsseldorf  | ITF $10.000 | Sand            | Imke Küsgen      | 6:0, 1:6, 6:2  |
| 5.  | 4. März 2007       | Buchen      | ITF $10.000 | Teppich (Halle) | Nikola Fraňková  | 6:3, 3:6, 7:66 |
| 6.  | 13. September 2007 | Sofia       | ITF $25.000 | Sand            | Magda Mihalache  | 3:6, 6:2, 6:2  |

### Doppel
| Nr. | Datum              | Turnier             | Kategorie   | Belag     | Partnerin         | Finalgegnerinnen                 | Ergebnis      |
| --- | ------------------ | ------------------- | ----------- | --------- | ----------------- | -------------------------------- | ------------- |
| 1.  | 11. September 2005 | Durmersheim         | ITF $25.000 | Sand      | Jelena Tschalowa  | Adriana Barna Caroline Schneider | 4:6, 6:4, 6:4 |
| 2.  | 4. Juni 2006       | Galatina            | ITF $25.000 | Sand      | Renata Voráčová   | Kyra Nagy Valentina Sassi        | 6:4, 6:0      |
| 3.  | 3. September 2006  | Alphen aan den Rijn | ITF $25.000 | Sand      | Andreja Klepač    | Leslie Butkiewicz Caroline Maes  | 6:2, 7:61     |
| 4.  | 18. Februar 2007   | Stockholm           | ITF $25.000 | Hartplatz | Olga Panowa       | Sorana Cîrstea Melanie South     | 6:2, 0:6, 6:2 |
| 5.  | 9. September 2007  | Düsseldorf          | ITF $10.000 | Sand      | Franziska Etzel   | Linda Berlinecke Katrin Schmidt  | 6:1, 6:2      |
| 6.  | 30. September 2007 | Podgorica           | ITF $25.000 | Sand      | Sandra Martinović | Ivana Abramović Maria Abramović  | 6:1, 6:2      |